# Stefano Patriarca
Pour les articles homonymes, voir Patriarca.
Stefano Patriarca, né le 23 juillet 1987 à Agnone en Italie, est un joueur italien de volley-ball. Il mesure 2,07 m et joue central. Il totalise 1 sélection en équipe d'Italie

## Clubs
| Club                               | De        | À         |
| ---------------------------------- | --------- | --------- |
| Associazione Sportiva Volley Lube  | 2005-2006 | 2006-2007 |
| Lupi Pallavolo Santa Croce         | 2007-2008 | 2007-2008 |
| Pallavolo Reima Crema              | 2008-2009 | 2009-2010 |
| New Mater Volley Castellana Grotte | 2010-2011 | 2010-2011 |
| Blu Volley Vérone                  | 2011-2012 | 2011-2012 |
| Top Volley Latina                  | 2012-2013 | 2012-2013 |
| Associazione Sportiva Volley Lube  | 2013-2014 | ...       |

## Palmarès
- Coupe de la CEV (avant 2007) (1)
  - Vainqueur : 2006
- Coupe de la CEV (depuis 2007)
  - Finaliste : 2013
- Championnat d'Italie (2)
  - Vainqueur : 2006, 2014
- Supercoupe d'Italie (1)
  - Vainqueur : 2006
  - Perdant : 2013